# Chrysotus calcaratus
Chrysotus calcaratus är en tvåvingeart som beskrevs av Van Duzee 1930. Chrysotus calcaratus ingår i släktet Chrysotus och familjen styltflugor.
Artens utbredningsområde är Uruguay. Inga underarter finns listade i Catalogue of Life.